# Cance (dopływ Orne)
Cance – rzeka we Francji, przepływająca przez teren departamentu Orne, o długości 25,5 km. Stanowi lewy dopływ rzeki Orne.